# معاون أول (رتبة عسكرية)

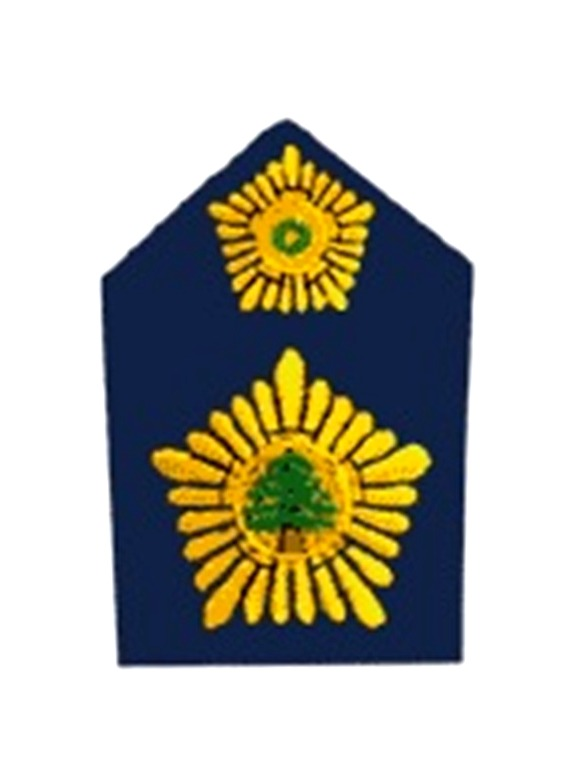
رتبة معاون أول في الجيش اللبناني

معاون أول (بالإنجليزية: First Adjutant)‏ هي رتبة عسكرية لضباط الصف في الجيش اللبناني وهي أعلى من رتبة معاون وأقل من رتبة مؤهل.